# IWGP Heavyweight Championship
Die IWGP Heavyweight Championship war ein Wrestlingtitel für Einzelwrestler bei der japanischen Wrestling-Promotion New Japan Pro-Wrestling und für fast 34 Jahre die höchste Auszeichnung der Liga. Das Kürzel „IWGP“ steht für International Wrestling Grand Prix. Eingeführt am 12. Juni 1987 wird der Titel nur an männliche Einzelwrestler des NJPW-Rosters vergeben und auch außerhalb Japans verteidigt. Er löste die erste Version der IWGP Heavyweight Championship ab. Wie im Wrestling allgemein üblich erfolgt die Vergabe nach einer zuvor bestimmten Storyline.

## Geschichte
Der Titel wurde bei einer Fernsehausstrahlung am 12. Juni 1987 unter demselben Namen eingeführt. Um den Titel erstmals zu vergeben, wurde ein Number-One-Contender-Turnier ausgetragen, dessen Sieger, Masa Saito, gegen den Präsidenten von New Japan, Antonio Inoki antreten musste. Dieses Match wurde von Inoki gewonnen, welcher somit auch zum ersten Titelträger wurde. Seitdem stellt der Titel den höchsten Einzeltitel der Liga. Durch die Titelverteidigungen von Scott Norton bei WCW Monday Nitro im Jahr 1998 erlangte der Titel seinen World-Status.
Der Titel blieb nicht ohne Kontroverse: Am 8. Oktober 2005 gewann Brock Lesnar den Titel bei der Show Toukon Souzou New Chapter in Tokio und konnte ihn auch länger halten. Am 17. Juni 2006 wurde ihm der Titel offiziell wegen Problemen mit seiner Arbeitserlaubnis aberkannt. In Wahrheit jedoch weigerte sich der damals ehemalige WWE-Superstar, den Titel an Hiroshi Tanahashi abzugeben. Lesnar behielt daraufhin diesen Gürtel, während New Japan eine neue Version kreierte. Da Lesnar die dritte Version des IWGP Heavyweight-Titelgürtels behalten hatte, wurde dieser, um Verwechslungen zu vermeiden, in IWGP Third Belt umbenannt, den er u. a. in der neuen Liga von Antonio Inoki, der Inoki Geonome Federation, verteidigte. Am 17. Februar 2008 kam es dann bei der Show New Japan ISM – Day 8 zu einem Title Unification-Match zwischen dem Träger des IWGP Heavyweight Championship, Shinsuke Nakamura, und dem Träger des IWGP Third Belts, Kurt Angle, welches Nakamura gewinnen und beide Titel somit vereinigen konnte.
Am 5. Januar 2020, am zweiten Tag von Wrestle Kingdom 14, gewann Tetsuya Naito als IWGP Intercontinental Champion auch die IWGP Heavyweight Championship. Beide Titel wurden zumeist gleichzeitig verteidigt. Am 4. Januar 2021, am ersten Tag von Wrestle Kingdom 15 verlor er beide Titel an Kota Ibushi und konnte die Titel nicht zurückgewinnen. Ibushi sprach nach seinem Sieg über Naito (wo es nur um die IWGP Intercontinental Championship ging) am 28. Februar 2021 am zweiten Tag von Castle Attack den Wunsch aus, beide Titel zu vereinen. Einen Tag später gewährte New Japan ihm den Wunsch und vereinte beide Titel zur IWGP World Heavyweight Championship. Beide Titel werden zum letzten Mal am 3. März 2021 anlässlich der 49. Jubiläumsshow in Tokio von Ibushi gegen El Desperado verteidigt.

## Liste der Titelträger
| #  | Titelträger        | Nr. | Tage | Datum              | Ort                          | Veranstaltung                                                | Anmerkung |
| -- | ------------------ | --- | ---- | ------------------ | ---------------------------- | ------------------------------------------------------------ | --- |
| —  | Hulk Hogan         | —   | 378  | 2. Juni 1983       | Tokyo, Japan                 | IWGP League 1983                                             | Besiegte Antonio Inoki durch KO im Finale des ersten IWGP League Turniers. Regentschaften des ursprünglichen Titels werden nicht anerkannt. |
| —  | Antonio Inoki      | —   | 701  | 14. Juni 1984      | Tokyo, Japan                 | IWGP League 1984                                             | Regentschaften des ursprünglichen Titels werden nicht anerkannt. |
| —  | Titel vakant       | —   | —    | 16. Mai 1986       | —                            | —                                                            | Inoki gab den Titel auf, weil er wieder in der IWGP League antreten wollte. |
| —  | Antonio Inoki      | —   | 326  | 19. Juni 1986      | Tokyo, Japan                 | IWGP League 1986                                             | Besiegte Dick Murdoch im Finale der IWGP League. Regentschaften des ursprünglichen Titels werden nicht anerkannt. |
| —  | Titel vakant       | —   | —    | 11. Mai 1987       | —                            | —                                                            | Der Titel wurde für vakant erklärt um den Gewinner der IWGP League 1987 einen neuen Titel zu verleihen. |
| 1  | Antonio Inoki      | 1   | 325  | 12. Juni 1987      | Tokio, Japan                 | IWGP League 1987                                             | Besiegte Masa Saito im IWGP League Turnierfinale. Erster offizieller Titelträger. |
| —  | Titel vakant       | —   | —    | 2. Mai 1988        | —                            | —                                                            | Der Titel wurde aufgrund einer Fußverletzung von Antonio Inoki für vakant erklärt. |
| 2  | Tatsumi Fujinami   | 1   | 19   | 8. Mai 1988        | Tokio, Japan                 | Houseshow                                                    | Fujinami besiegte Big van Vader um den vakanten Titel. |
| —  | Titel vakant       | —   | —    | 27. Mai 1988       | —                            | —                                                            | Tatsumi Fujinami und Riki Choshu kämpften bis einem No Contest, worauf der Titel freigestellt und ein Rematch angesetzt wurde. |
| 3  | Tatsumi Fujinami   | 2   | 285  | 24. Juni 1988      | Osaka, Japan                 | Houseshow                                                    | Tatsumi Fujinami besiegte Riki Choshu um den vakanten Titel. |
| —  | Titel vakant       | —   | —    | 5. April 1989      | —                            | —                                                            | Tatsumi Fujinami gab den Titel freiwillig ab, damit man diesem in einem Turnier mehr Legitimität überreichen konnte. |
| 4  | Big Van Vader      | 1   | 31   | 24. April 1989     | Tokio, Japan                 | Super Powers Clash                                           | Big Van Vader gewann ein Turnier um den Titel und besiegte im Finale Shinya Hashimoto. Special Referee war Lou Thesz. |
| 5  | Salman Hashimikow  | 1   | 48   | 25. Mai 1989       | Osaka, Japan                 | TV-Show                                                      | |
| 6  | Riki Choshu        | 1   | 29   | 12. Juli 1989      | Osaka, Japan                 | TV-Show                                                      | |
| 7  | Big Van Vader      | 2   | 374  | 18. August 1989    | Tokio, Japan                 | TV-Show                                                      | |
| 8  | Riki Choshu        | 2   | 129  | 19. August 1990    | Tokio, Japan                 | TV-Show                                                      | |
| 9  | Tatsumi Fujinami   | 3   | 22   | 26. Dezember 1990  | Hamamatsu, Japan             | King of Kings                                                | |
| 10 | Big Van Vader      | 3   | 46   | 17. Januar 1991    | Yokohama, Japan              | New Year Dash 1991 - Day 2                                   | |
| 11 | Tatsumi Fujinami   | 4   | 306  | 4. März 1991       | Hiroshima, Japan             | Houseshow                                                    | |
| 12 | Riki Choshu        | 3   | 225  | 4. Januar 1992     | Tokio, Japan                 | WCW/NJPW Starrcade 1992                                      | |
| 13 | The Great Muta     | 1   | 400  | 16. August 1992    | Fukuoka, Japan               | TV-Show                                                      | |
| 14 | Shinya Hashimoto   | 1   | 196  | 20. September 1993 | Nagoya, Japan                | Houseshow                                                    | |
| 15 | Tatsumi Fujinami   | 5   | 27   | 4. April 1994      | Hiroshima, Japan             | TV-Show                                                      | |
| 16 | Shinya Hashimoto   | 2   | 367  | 1. Mai 1994        | Fukuoka, Japan               | WCW/NJPW Wrestling Dontaku 1994                              | |
| 17 | Keiji Muto         | 2   | 246  | 3. Mai 1995        | Fukuoka, Japan               | Wrestling Dontaku 1995                                       | |
| 18 | Nobuhiko Takada    | 1   | 116  | 4. Januar 1996     | Tokyo, Japan                 | Wrestling World 1996                                         | |
| 19 | Shinya Hashimoto   | 3   | 489  | 29. April 1996     | Tokyo, Japan                 | Battle Formation 1996                                        | |
| 20 | Kensuke Sasaki     | 1   | 216  | 31. August 1997    | Yokohama, Japan              | Final Power Hall in Yokohama                                 | |
| 21 | Tatsumi Fujinami   | 6   | 126  | 4. April 1998      | Tokio, Japan                 | Antonio Inoki Retirement Show                                | |
| 22 | Masahiro Chono     | 1   | 42   | 8. August 1998     | Osaka, Japan                 | Rising the next Generations in Osaka Dome                    | |
| —  | Titel vakant       | —   | —    | 19. September 1998 | —                            | —                                                            | Der Titel wurde aufgrund einer Nackenverletzung von Masahiro Chono für vakant erklärt. |
| 23 | Scott Norton       | 1   | 103  | 23. September 1998 | Yokohama, Japan              | G1 Climax Special - Day 13 - Big Wednesday                   | Scott Norton besiegte Yuji Nagata um den vakanten Titel. Während seiner Regentschaft verteidigte er auch den Titel bei World Championship Wrestling im amerikanischen Fernsehen. Dadurch erlangte der Titel World-Status.                                                                                            |
| 24 | Keiji Muto         | 3   | 340  | 4. Januar 1999     | Tokio, Japan                 | Wrestling World 1999                                         | |
| 25 | Genichiro Tenryu   | 1   | 25   | 10. Dezember 1999  | Osaka, Japan                 | Battle Final 1999                                            | |
| 26 | Kensuke Sasaki     | 2   | 279  | 4. Januar 2000     | Tokio, Japan                 | Wrestling World 2000                                         | |
| —  | Titel vakant       | —   | —    | 9. Oktober 2000    | —                            | —                                                            | Kensuke Sasaki gab den Titel freiwillig nach einer Niederlage in einem Non-Title-Match gegen Toshiaki Kawada ab. |
| 27 | Kensuke Sasaki     | 3   | 72   | 4. Januar 2001     | Tokio, Japan                 | Wrestling World 2001                                         | Kensuke Sasaki gewann ein Six Men-Tournament, um den vakanten Titel zu gewinnen. Er besiegte im Finale Toshiaki Kawada. |
| 28 | Scott Norton       | 2   | 23   | 17. März 2001      | Nagoya, Japan                | Hyper Battle 2001                                            | |
| 29 | Kazuyuki Fujita    | 1   | 270  | 9. April 2001      | Tokio, Japan                 | Strong Style 2001                                            | |
| —  | Titel vakant       | —   | —    | 4. Januar 2002     | —                            | —                                                            | Aufgrund einer Verletzung von Kazuyuki Fujita wurde der Titel für vakant erklärt. |
| 30 | Tadao Yasuda       | 1   | 48   | 16. Februar 2002   | Tokio, Japan                 | Fighting Spirit - Day 10                                     | Tadao Yasua gewann ein Turnier, um den vakanten Titel zu gewinnen. Er besiegte Yuji Nagata im Finale. |
| 31 | Yuji Nagata        | 1   | 392  | 5. April 2002      | Tokio, Japan                 | Toukon Special                                               | |
| 32 | Yoshihiro Takayama | 1   | 195  | 2. Mai 2003        | Tokio, Japan                 | Ultimate Crush                                               | |
| 33 | Hiroyoshi Tenzan   | 1   | 26   | 13. November 2003  | Yokohama, Japan              | Yokohama Dead out                                            | |
| 34 | Shinsuke Nakamura  | 1   | 58   | 9. Dezember 2003   | Osaka, Japan                 | Battle Final - Day 12                                        | |
| —  | Titel vakant       | —   | —    | 5. Februar 2004    | —                            | —                                                            | Aufgrund einer Gesichtsverletzung von Shinsuke Nakamura wurde der Titel für vakant erklärt. |
| 35 | Hiroyoshi Tenzan   | 2   | 25   | 15. Februar 2004   | Tokio, Japan                 | Fighting Spirit - Day 14                                     | Hiroyoshi Tenzan gewann ein Eight Men-Turnier um den vakanten Titel. Er besiegte Genichiro Tenryu im Finale. |
| 36 | Kensuke Sasaki     | 4   | 16   | 12. März 2004      | Tokio, Japan                 | Hyper Battle - Day 9                                         | |
| 37 | Bob Sapp           | 1   | 66   | 28. März 2004      | Tokio, Japan                 | King of Sports                                               | |
| —  | Titel vakant       | —   | —    | 2. Juni 2004       | —                            | —                                                            | Bob Sapp gab den Titel nach einer Niederlage gegen Kazuyuki Fujita bei K-1 freiwillig ab. |
| 38 | Kazuyuki Fujita    | 2   | 126  | 5. Juni 2004       | Osaka, Japan                 | Best of the Super Juniors XI - Day 11 - The Crush II         | Kazuyuki Fujita besiegte Hiroshi Tanahashi um den vakanten Titel. |
| 39 | Kensuke Sasaki     | 5   | 64   | 9. Oktober 2004    | Tokio, Japan                 | Pro Wrestlers be strongest                                   | |
| 40 | Hiroyoshi Tenzan   | 3   | 70   | 12. Dezember 2004  | Nagoya, Japan                | Battle Final 2004 - Day 13                                   | |
| 41 | Satoshi Kojima     | 1   | 84   | 20. Februar 2005   | Tokio, Japan                 | New Year Gold Series 2005 - Day 12                           | |
| 42 | Hiroyoshi Tenzan   | 4   | 65   | 14. Mai 2005       | Tokio, Japan                 | Nexess VI                                                    | |
| 43 | Kazuyuki Fujita    | 3   | 82   | 18. Juli 2005      | Sapporo, Japan               | Summer Fight Series 2005 - Tag 10                            | |
| 44 | Brock Lesnar       | 1   | 280  | 8. Oktober 2005    | Tokio, Japan                 | Toukon Souzou New Chapter                                    | Dies war ein Three Way-Match, in welches auch Masahiro Chono involviert war. |
| —  | Titel vakant       | —   | —    | 15. Juli 2006      | —                            | —                                                            | Der Titel wurde offiziell wegen formaler Probleme von Lesnar für vakant erklärt. In Wahrheit zerstritten sich New Japan und Lesnar, weswegen Lesnar die Promotion verließ und den Titelgürtel mitnahm. Um Verwechslungen zu vermeiden wurde ein neuer Titelgürtel kreiert und der alte in IWGP Third Belt umbenannt. |
| 45 | Hiroshi Tanahashi  | 1   | 270  | 17. Juli 2006      | Sapporo, Japan               | Circuit 2006 Turbolence - Day 12                             | Hiroshi Tanahashi gewann ein Six Men-Tournament um den vakanten Titel. Er besiegte Giant Bernard im Finale. |
| 46 | Yuji Nagata        | 2   | 178  | 13. April 2007     | Osaka, Japan                 | 35th Anniversary Tour - Circuit 2007 New Japan Brave - Day 5 | |
| 47 | Hiroshi Tanahashi  | 2   | 88   | 8. Oktober 2007    | Tokio, Japan                 | Explosion 2007                                               | |
| 48 | Shinsuke Nakamura  | 2   | 113  | 4. Januar 2008     | Tokio, Japan                 | Wrestle Kingdom II                                           | Während seiner Regentschaft vereinigte Shinsuke Nakamura den IWGP Heavyweight Championship und den IWGP Third Belt mit einem Sieg über dessen Titelträger Kurt Angle. |
| 49 | Keiji Muto         | 4   | 252  | 27. April 2008     | Osaka, Japan                 | Circuit 2008 New Japan Brave - Day 11                        | |
| 50 | Hiroshi Tanahashi  | 3   | 123  | 4. Januar 2009     | Tokio, Japan                 | Wrestle Kingdom III                                          | |
| 51 | Manabu Nakanishi   | 1   | 45   | 6. Mai 2009        | Tokio, Japan                 | Dissidence                                                   | |
| 52 | Hiroshi Tanahashi  | 4   | 58   | 20. Juni 2009      | Osaka, Japan                 | Dominion 6.20                                                | |
| —  | Titel vakant       | —   | —    | 17. August 2009    | —                            | —                                                            | Der Titel wurde wegen einer Gesichtsverletzung von Hiroshi Tanahashi für vakant erklärt. |
| 53 | Shinsuke Nakamura  | 3   | 218  | 27. September 2009 | Kōbe, Japan                  | Circuit 2009 New Japan Generation Day 10                     | Shinsuke Nakamura besiegte Togi Makabe um den vakanten Titel |
| 54 | Togu Makabe        | 1   | 161  | 3. Mai 2010        | Fukuoka, Japan               | Wrestling Dontaku 2010                                       | |
| 55 | Satoshi Kojima     | 1   | 85   | 11. Oktober 2010   | Fukuoka, Japan               | Destruction 2010                                             | |
| 56 | Hiroshi Tanahashi  | 5   | 404  | 4. Januar 2011     | Tokio, Japan                 | Wrestle Kingdom V                                            | |
| 57 | Kazuchika Okada    | 1   | 125  | 12. Februar 2012   | Osaka, Japan                 | The new Beginning 2012                                       | |
| 58 | Hiroshi Tanahashi  | 6   | 295  | 16. Juni 2012      | Osaka, Japan                 | Dominion 6.16                                                | |
| 59 | Kazuchika Okada    | 2   | 391  | 7. April 2013      | Tokio, Japan                 | Invasion Attack                                              | |
| 60 | AJ Styles          | 1   | 163  | 3. Mai 2014        | Fukuoka, Japan               | Wrestling Dontaku 2014                                       | |
| 61 | Hiroshi Tanahashi  | 7   | 121  | 13. Oktober 2014   | Tokio, Japan                 | King of Pro-Wrestling 2014                                   | |
| 62 | AJ Styles          | 2   | 143  | 11. Februar 2015   | Osaka, Japan                 | The New Beginning 2015                                       | |
| 63 | Kazuchika Okada    | 3   | 280  | 5. Juli 2015       | Osaka, Japan                 | Dominion 7.5                                                 | |
| 64 | Tetsuya Naito      | 1   | 70   | 10. April 2016     | Tokyo, Japan                 | Invasion Attack 2016                                         | |
| 65 | Kazuchika Okada    | 4   | 720  | 19. Juni 2016      | Osaka, Japan                 | Dominion 6.19 in Osaka-jo Hall                               | |
| 66 | Kenny Omega        | 1   | 209  | 9. Juni 2018       | Osaka, Japan                 | Dominion 6.9 in Osaka-jo Hall                                | Dies war ein Two out of Three Falls Match ohne Zeitlimit, das Kenny Omega 2-1 für sich entscheiden konnte. |
| 67 | Hiroshi Tanahashi  | 8   | 38   | 4. Januar 2019     | Tokio, Japan                 | Wrestle Kingdom 13                                           | |
| 68 | Jay White          | 1   | 54   | 11. Februar 2019   | Osaka, Japan                 | The New Beginning in Osaka                                   | |
| 69 | Kazuchika Okada    | 5   | 274  | 6. April 2019      | New York City, New York, USA | ROH/NJPW G1 Supercard                                        | |
| 70 | Tetsuya Naito      | 2   | 189  | 5. Januar 2020     | Tokio, Japan                 | Wrestle Kingdom 14 - Day 2                                   | In diesem Match ging es auch um die IWGP Intercontinental Championship. |
| 71 | EVIL               | 1   | 48   | 12. Juli 2020      | Osaka, Japan                 | Dominion 7.12                                                | In diesem Match ging es auch um die IWGP Intercontinental Championship. |
| 72 | Tetsuya Naito      | 3   | 128  | 29. August 2020    | Tokio, Japan                 | Summer Struggle 2020 in Jingu                                | In diesem Match ging es auch um die IWGP Intercontinental Championship. |
| 73 | Kota Ibushi        | 1   | 56   | 4. Januar 2021     | Tokio, Japan                 | Wrestle Kingdom 15 - Day 1                                   | In diesem Match ging es auch um die IWGP Intercontinental Championship. |
| —  | Titel eingestellt  | —   | —    | 1. März 2021       | —                            | —                                                            | Der Titel wurde mit der IWGP Intercontinental Championship zur IWGP World Heavyweight Championship vereint. |

## Regentschaften – absolut

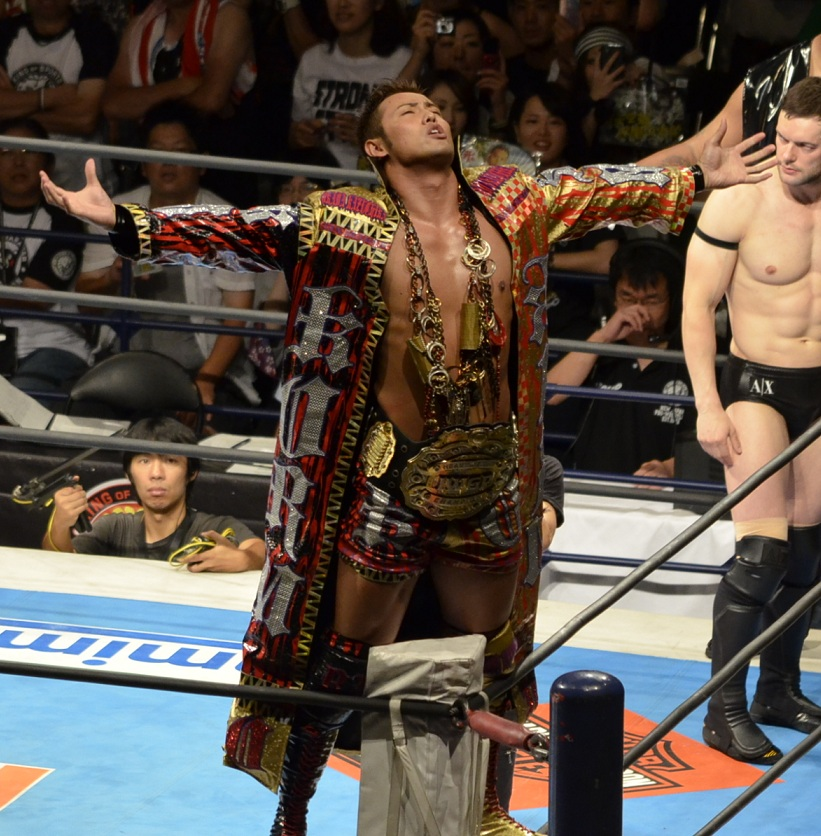
Kazuchika Okada hielt den Titel fünfmal für insgesamt 1790 Tage.

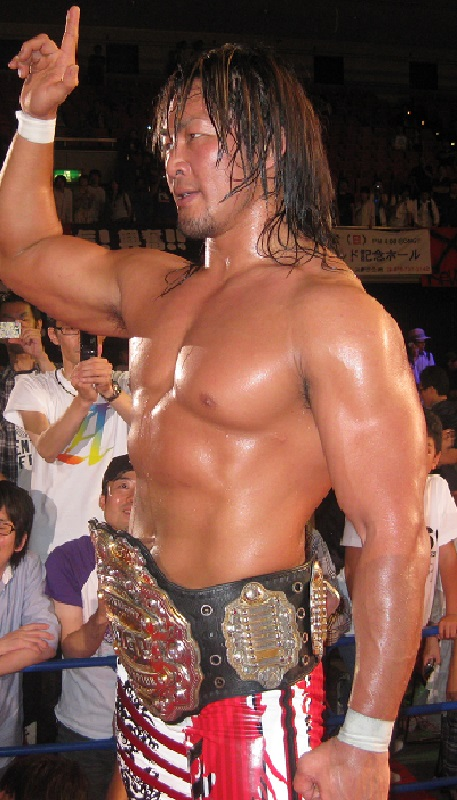
Hiroshi Tanahashi hielt den Titel achtmal für insgesamt 1396 Tage.

| #  | Titelträger        | Nr. | Vert. | Tage |
| -- | ------------------ | --- | ----- | ---- |
| 1  | Kazuchika Okada    | 5   | 29    | 1790 |
| 2  | Hiroshi Tanahashi  | 8   | 28    | 1396 |
| 3  | The Great Muta     | 4   | 19    | 1238 |
| 4  | Shinya Hashimoto   | 3   | 20    | 1052 |
| 5  | Tatsumi Fujinami   | 6   | 13    | 785  |
| 6  | Kensuke Sasaki     | 5   | 11    | 647  |
| 7  | Yuji Nagata        | 2   | 12    | 570  |
| 8  | Kazuyuki Fujita    | 3   | 3     | 478  |
| 9  | Big Van Vader      | 3   | 4     | 451  |
| 10 | Shinsuke Nakamura  | 3   | 9     | 390  |
| 11 | Tetsuya Naito      | 3   | 1     | 387  |
| 12 | Riki Choshu        | 3   | 5     | 383  |
| 13 | Antonio Inoki      | 1   | 4     | 325  |
| 14 | AJ Styles          | 2   | 3     | 307  |
| 15 | Brock Lesnar       | 1   | 3     | 280  |
| 16 | Kenny Omega        | 1   | 3     | 209  |
| 17 | Hiroyoshi Tenzan   | 4   | 2     | 197  |
| 18 | Yoshihiro Takayama | 1   | 3     | 185  |
| 19 | Satoshi Kojima     | 2   | 2     | 168  |
| 20 | Togi Makabe        | 1   | 3     | 161  |
| 21 | Scott Norton       | 2   | 4     | 126  |
| 22 | Nobuhiko Takada    | 1   | 1     | 116  |
| 23 | Bob Sapp           | 1   | 1     | 66   |
| 24 | Kota Ibushi        | 1   | 0     | 56   |
| 25 | Jay White          | 1   | 0     | 54   |
| 26 | Tadao Yasuda       | 1   | 1     | 48   |
| 26 | Salman Hashimikov  | 1   | 0     | 48   |
| 26 | EVIL               | 1   | 0     | 48   |
| 29 | Manabu Nakanishi   | 1   | 0     | 45   |
| 30 | Masahiro Chono     | 1   | 0     | 44   |
| 31 | Genichiro Tenryu   | 1   | 0     | 25   |